# Croissance à périmètre constant
La croissance à périmètre constant ou ventes à périmètre constant, traduit en anglais par l'expression 'Like-for-like (LFL)', est un indicateur financier de la croissance commerciale, mesurant pour une période donnée la croissance de l'activité déjà existante lors de la période précédente. Son objectif est d'exclure les effets des modifications intervenues au sein de l'entité concernée au cours de la période écoulée.

## Objectif et méthode
L'objectif de cette méthode est de comparer la part des ventes de l'année mesurée réalisée avec des activités ou des moyens comparables à ceux de l'année précédente, en tentant d'exclure tout effet résultant d'une stratégie d'expansion, d'acquisition, de l'ajout de nouveaux produits ou services, ou d'autres événements qui augmentent ou abaissent artificiellement les ventes de l'entreprise.
Afin de calculer la performance commerciale réelle d'entreprises qui affichent une dynamique significative d'expansion, de cessions ou de fermetures, il faut exclure du calcul les activités nouvelles ou retirées. En effet, la comparaison des chiffres de vente de différentes périodes n'a de sens, en tant que mesure de l'efficacité commerciale, que si l'on utilise la même assiette.
Par exemple, une méthode de calcul de la croissance à périmètre constant consiste ainsi à comparer les ventes de l'année mesurée uniquement à celles des activités ou des sites qui étaient également en fonction l'année précédente. Cette méthode ne tient donc pas compte des ventes qui n'ont été possibles que lors de l'année mesurée, pour des raisons telles qu'une fusion ou une acquisition, ou bien le lancement d'un nouveau produit ou d'un nouveau magasin.

## Secteurs économiques y ayant recours
Cet indicateur est particulièrement utilisé afin de mesurer les performances commerciales des détaillants, mais aussi des restaurants ou des bars.
Cependant, il existe un choix important de méthodes de calcul alternatives, ce qui rend difficile la comparaison des chiffres cités par les différents acteurs économiques.